# Stade olympique de Stockholm
 (mars 2025).
Le stade olympique de Stockholm, en suédois Stockholms Olympiastadion, est un stade situé dans le quartier d'Hjorthagen à Stockholm en Suède.

## Histoire
Il est conçu par l'architecte Torben Grut, et inauguré en 1912. Il est bâti pour héberger les Jeux olympiques de 1912, et a depuis accueilli de nombreux événements sportifs, notamment en football ou en athlétisme, mais aussi par exemple 50 finales du championnat suédois de Bandy. Il a une capacité comprise entre 14 417 et 14 500 places (en fonction de sa configuration) pour les événements sportifs et de presque 35 000 places pour les concerts (le record d'affluence a été établi durant le concert de Michael Jackson en 1992).

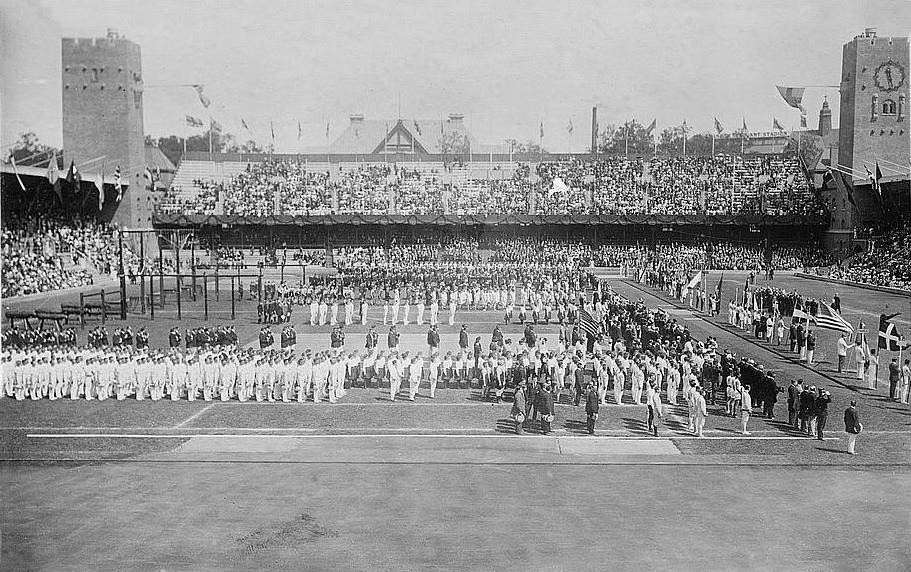
La cérémonie d'ouverture des Jeux olympiques de 1912

Son record d'affluence pour un match de football a été réalisée le 16 août 1946 lors du derby Djurgårdens IF - AIK Solna. Ce record est de 28 848 spectateurs pour les matches de bandy (réalisé en 1959).
Le stade olympique de Stockholm est le stade dans lequel ont été battus le plus de records du monde, avec un total de 83.
À l'issue des Jeux olympiques de 1912, Pierre de Coubertin a dit de ce stade : « Le stade olympique avec ses ogives et ses tours, sa perfection, le bon ordre, la méthode de ses règlements semblait un modèle du genre ».
Aujourd'hui, la piste d'athlétisme du stade est utilisée chaque été lors du DN Galan et sert également d'arrivée au marathon.

## Évènements
- Coupe d'Europe des nations d'athlétisme 1970 (épreuves masculine)
- Épreuves d'équitation aux Jeux olympiques d'été de 1956
- DN Galan
- Championnats d'Europe d'athlétisme par équipes 2011